# La Noche del 10
La Noche del 10 — аргентинская развлекательная телепрограмма. С августа 2003 года её ведущим работал бывший аргентинский футболист Диего Марадона.
Согласно официальным отчётам, эта передача с первого дня имела высокий рейтинг. Первая передача вышла в эфир 15 августа, её гостем был Пеле. 31 октября 2003 года в эфире было показано многочасовое интервью с лидером кубинской революции Фиделем Кастро, в котором он отвечал на самые разнообразные вопросы, касающиеся многих событий — от региональной политики до последствий урагана «Вильма».